# الجحيم (رواية)
الجحيم هي رواية للكاتب الفرنسي هنري باربوس أصدرها عام 1918.

## الحبكة الروائية
يعتبر كولن ولسن بطل رواية الجحيم لهنري باربوس مثلاً على اللامنتمي النموذجي في الأدب الحديث ، وتدور الرواية على أن هذا البطل يلجأ إلى غرفته في الفندق ليغلق بابها ويعيش ليراقب الآخرين من ثقب الباب، وتنطلق أفكاره بصورة غامضة عن حب قديم وما فيه من ملاذ جسدية، إلى الموت وهو أهم الأفكار أطلاقا، ويراقب من مكانه الغرفة التالية من ثقب في الجدار ليرى امرأة تتعرى فتلهب جسمه بسياط الشهوة. إنه يرى أكثر وأعمق مما يجب، وهو لا يرى إلا الفوضى.
والحق أن باربوس يريد أن يقنعنا بأن اللامنتمي إنسان لا يستطيع الحياة في عالم البورجوازيين المريح المنعزل أو قبول ما يراه ويلمسه في الواقع، لأن البورجوازي يرى العالم مكاناً منظماً تنظيماً جوهرياً وتمنعه دقائق حياته اليومية من الاهتمام بعنصر القلق المرعب الذي يحيط به. أما اللامنتمي فإنه لا يرى العالم معقولاً ولا منظماً، ويقذف بمعانيه الفوضوية في وجه دعة البرجوازي وهو يحس الكآبة العميقة ويشعر بأن الحقيقة يجب أن تقال مهما كلف الأمر، وإلا فلن يكون الإصلاح ممكناً.